# 注释法学派
注释法学派（Glossator）是11世纪至12世纪法国、德国、意大利一些法律学者的统称，他们研究东罗马帝国皇帝查士丁尼下令编纂的《查士丁尼法典》和《学说汇纂》及《法学阶梯》，并使得罗马法文献转变成为了继受罗马法。